# Soling

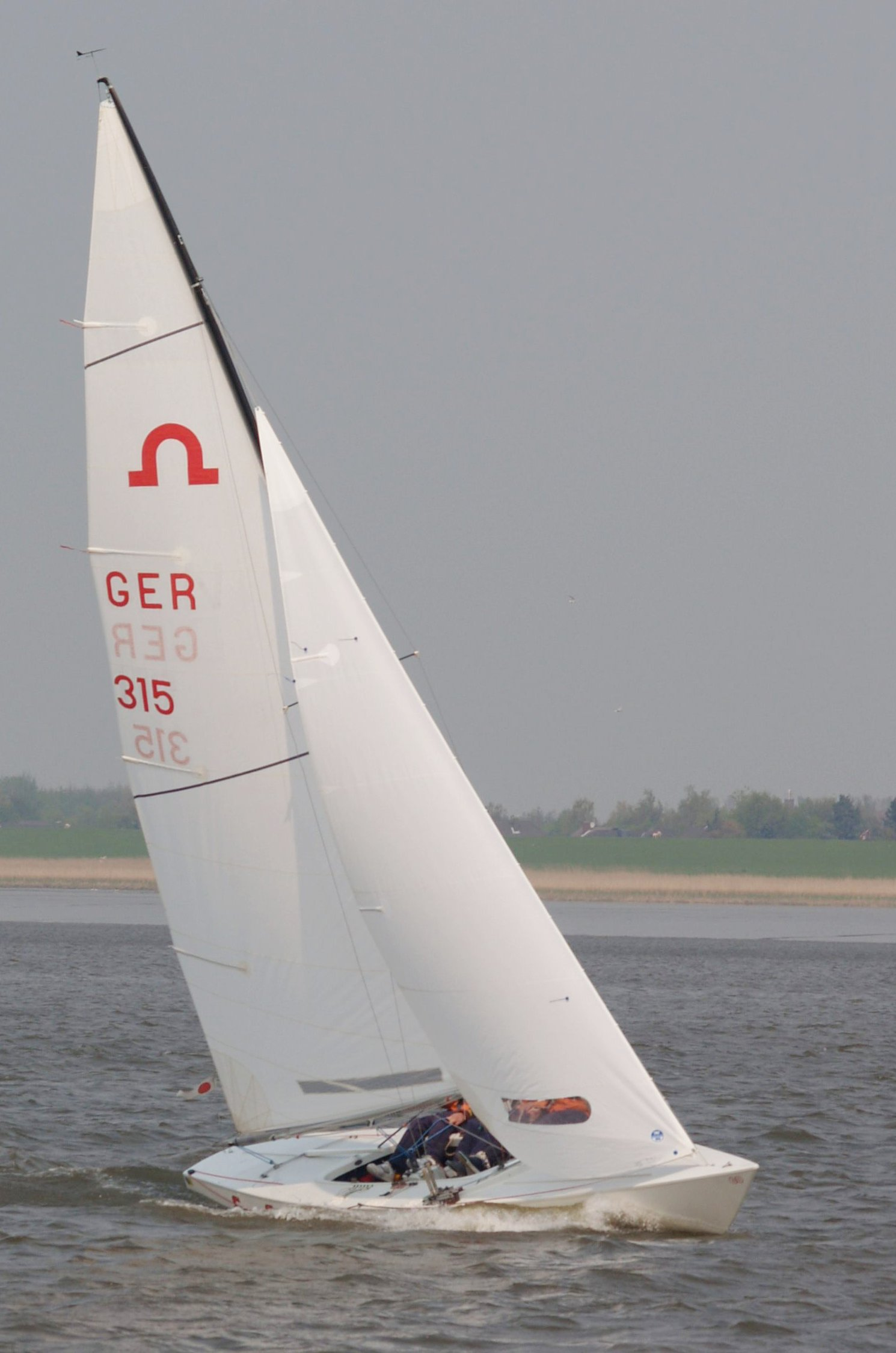

El velero de clase Soling es un velero a quilla deportivo de clase internacional para tres tripulantes y con una eslora de 8,20 metros.

## Historia
Clase internacional ISAF desde 1967, fue clase olímpica desde 1972 hasta 2000.